# Ore-Bedingung
Die (Links- bzw. Rechts-)Ore-Bedingungen sind in der Ringtheorie, einem Teilgebiet der Algebra, ein Kriterium, welches es erlaubt, die Bildung von Quotientenkörpern oder allgemeiner Lokalisierungen auch auf den Fall zu verallgemeinern, in dem der zugrundeliegende Ring nicht kommutativ ist. Sie sind benannt nach ihrem Entdecker Øystein Ore. Ringe, die sie erfüllen, werden (Links- bzw. Rechts-)Ore-Ringe genannt. 

## Motivation
In der kommutativen Algebra ist die Lokalisierung von Ringen ein nützliches Hilfsmittel. Diese besteht grob gesagt darin, dass Elemente einer Teilmenge {\displaystyle S} des Rings invertierbar gemacht oder „als Nenner zugelassen“ werden. Damit dies sinnvoll definiert werden kann, ist dort nur nötig, dass die Menge {\displaystyle S} multiplikativ ist und die 1 enthält (üblicherweise wird zudem noch {\displaystyle 0\notin S} gefordert).
Sobald man versucht, dieses Vorgehen auf nicht-kommutative Ringe zu verallgemeinern, stößt man auf mehrere Probleme. Zwar kann man abstrakt stets einen Ring bilden, in dem die Elemente von {\displaystyle S} invertierbar werden und der einer geeigneten universellen Eigenschaft analog zu derjenigen im kommutativen Fall genügt, aber dieser hat im Allgemeinen schlechte Eigenschaften und ist nicht leicht konkret anzugeben. Selbst für nullteilerfreie Ringe treten Schwierigkeiten auf. Zum Beispiel ist gezeigt worden, dass es nullteilerfreie Ringe gibt, die sich in keinen Schiefkörper einbetten lassen. Insbesondere kann es nicht in voller Allgemeinheit eine Art „Quotientenschiefkörper“ analog zum Quotientenkörper für Integritätsbereiche geben.
Der norwegische Mathematiker Øystein Ore gab 1931 in einem Artikel ein Kriterium an, das die Bildung gewisser Ringe von Quotienten erlaubt. Ores Überlegungen wurden später von Keizo Asano und anderen verallgemeinert.

## Spezialfall: Nullteilerfreie Ringe
Sei {\displaystyle R} ein Ring (mit 1) ohne Nullteiler. {\displaystyle R} erfüllt die Rechts-Ore-Bedingung, wenn für alle {\displaystyle a,b\in R-\lbrace 0\rbrace } gilt:
{\displaystyle aR\cap bR\neq \lbrace 0\rbrace }.
Das heißt, {\displaystyle a} und {\displaystyle b} haben noch weitere gemeinsame Vielfache „von rechts“ außer der 0. Man nennt {\displaystyle R} dann auch einen Rechts-Ore-Ring.
Analog wird die Links-Ore-Bedingung durch
{\displaystyle Ra\cap Rb\neq \lbrace 0\rbrace } für alle {\displaystyle a,b\in R-\lbrace 0\rbrace }
definiert.

### Bildung von „Quotientenschiefkörpern“
Erfüllt {\displaystyle R} die Rechts-Ore-Bedingung, so kann man ähnlich wie bei der Bildung des Quotientenkörpers einen Quotientenschiefkörper bilden. Die Elemente werden wieder als Brüche geschrieben, etwa als
{\displaystyle a/s} mit {\displaystyle a\in R,s\in R-\lbrace 0\rbrace }.
Dabei werden zwei „Brüche“ {\displaystyle a/s} und {\displaystyle a'/s'} identifiziert, wenn es weitere Elemente {\displaystyle b,b'} gibt, so dass {\displaystyle sb=s'b'\in S} und {\displaystyle ab=a'b'} gilt. (Formal wird damit eine Äquivalenzrelation auf der Menge {\displaystyle R\times (R-\lbrace 0\rbrace )} definiert, und {\displaystyle a/s} bezeichnet die Äquivalenzklasse von {\displaystyle (a,s)}.)
Für diese „Brüche“ werden nun die Addition und die Multiplikation nach bestimmten Formeln definiert, die ein wenig komplizierter sind als die üblichen Regeln beim Bruchrechnen. Für die Definitionen (ebenso wie dafür, dass obige Identifikation tatsächlich eine Äquivalenzrelation war) muss jeweils die Rechts-Ore-Bedingung ausgenutzt werden.
Die so definierte Addition und Multiplikation machen die Menge jener „Brüche“ tatsächlich zu einem Schiefkörper {\displaystyle Q^{r}(R)}, und die Abbildung {\displaystyle a\mapsto a/1} definiert eine Einbettung von {\displaystyle R} nach {\displaystyle Q^{r}(R)}.
Zusätzlich gilt folgende universelle Eigenschaft: Ist
{\displaystyle \alpha \colon R\rightarrow R'}
ein Ringhomomorphismus derart, dass {\displaystyle \alpha (a)} für alle {\displaystyle a\neq 0} eine Einheit in {\displaystyle R'} ist, so setzt sich {\displaystyle \alpha } eindeutig zu einem Ringhomomorphismus
{\displaystyle {\hat {\alpha }}\colon Q^{r}(R)\rightarrow R'}
fort.
Analog lässt sich alles „von links“ definieren. Es ist zu beachten, dass ein Ring die Links-Ore-Bedingung erfüllen kann, ohne ein Rechts-Ore-Ring zu sein, und umgekehrt (siehe Beispiele). Ist ein Ring jedoch sowohl ein Links- als auch ein Rechts-Ore-Ring (man sagt dann einfach „Ore-Ring“), so sind die zugehörigen Links- bzw. Rechts-Quotientenschiefkörper isomorph.

### Eigenschaften und Beispiele
- Jeder (links-/rechts-)noethersche nullteilerfreie Ring erfüllt die (Links-/Rechts-)Ore-Bedingung.
- Ein nullteilerfreier Ring ist genau dann ein (Links-/Rechts-)Ore-Ring, wenn er als (Links-/Rechts-)Modul über sich selbst uniform ist, d. h. jeweils zwei nicht-triviale Untermoduln haben nichttrivialen Schnitt.
- Der Ring der ganzzahligen Quaternionen ist ein Ore-Ring und hat als Quotientenschiefkörper den der rationalen Quaternionen.
- Sei {\displaystyle k=\mathbb {F} _{p}(t)} und {\displaystyle \sigma \colon k\rightarrow k} der Frobeniushomomorphismus (d. h. {\displaystyle \sigma (a)=a^{p}}). Dann ist der Ring der Schiefpolynome {\displaystyle R=k[x;\sigma ,0]} ein nullteilerfreier Links-Ore-Ring, aber kein Rechts-Ore-Ring.

## Ore-Ringe
Sei nun {\displaystyle R} ein beliebiger nicht-kommutativer Ring. Es können Links- oder Rechtsnullteiler auftreten, und diese können zunächst einmal nicht vernünftiger Weise als Nenner zugelassen werden. Als Nenner bietet sich stattdessen die Menge {\displaystyle S} aller regulären Elemente (d. h. solche, die weder Links- noch Rechtsnullteiler sind) an. Diese ist multiplikativ, enthält die 1, aber nicht die 0. Im obigen Spezialfall war {\displaystyle S=R-\lbrace 0\rbrace }.
{\displaystyle R} erfüllt die Rechts-Ore-Bedingung, wenn für alle {\displaystyle s\in S,a\in R} Elemente {\displaystyle t\in S,r\in R} existieren, so dass
{\displaystyle at=sr}
oder äquivalent:
{\displaystyle aS\cap sR\neq \emptyset }.
(Man kann leicht zeigen, dass dies im obigen Spezialfall äquivalent zur dort gegebenen Bedingung ist.)
Ein Ring, der die Rechts-Ore-Bedingung erfüllt, heißt Rechts-Ore-Ring. Durch Umdrehen aller Produkte erhält man die analogen Definitionen für die Links-Ore-Bedingung und Links-Ore-Ringe.

### Ring von (Rechts-)Quotienten
Wir möchten nun einen Ring von Rechts-Quotienten {\displaystyle RS^{-1}} sowie einen injektiven Ringhomomorphismus {\displaystyle \phi \colon R\rightarrow RS^{-1}} konstruieren, der folgende Bedingungen erfüllen soll:
- Für alle {\displaystyle s\in S} ist {\displaystyle \phi (s)} eine Einheit.
- Jedes Element von {\displaystyle RS^{-1}} lässt sich als {\displaystyle \phi (a)\phi (s)^{-1}} mit geeigneten {\displaystyle a\in R,s\in S} schreiben.

Wiederum sind analoge Definitionen „von links“ möglich, man schreibt dann {\displaystyle S^{-1}R}.
Der Satz von Ore gibt ein exaktes Kriterium dafür an, wann es einen solchen Ring von Quotienten gibt:
{\displaystyle R} besitzt genau dann eine Einbettung in einen Ring von Rechts-Quotienten {\displaystyle \phi \colon R\rightarrow RS^{-1}}, wenn {\displaystyle R} ein Rechts-Ore-Ring ist.
{\displaystyle RS^{-1}} heißt hier auch der „klassische Ring von Rechtsquotienten“ und wird mit {\displaystyle Q_{cl}^{r}(R)} bezeichnet. (Analog alles „von links“ mit der Bezeichnung {\displaystyle Q_{cl}^{l}(R)}.)
Falls {\displaystyle R} sowohl ein Links- als auch ein Rechts-Ore-Ring ist, so sind die zugehörigen klassischen Ringe von Links- bzw. Rechtsquotienten isomorph: {\displaystyle Q_{cl}^{l}(R)\cong Q_{cl}^{r}(R)}.

### Eigenschaften und Beispiele
- Jeder kommutative Ring ist ein Ore-Ring. (Alle Links-/Rechts-Eigenschaften fallen zusammen, und die gewöhnliche Lokalisierung ist der Ring von Quotienten.)
- Sei {\displaystyle k} ein Körper, {\displaystyle k[x]} der Polynomring in der Variablen {\displaystyle x} und {\displaystyle k(x)} der Ring der rationalen Funktionen über {\displaystyle k} in {\displaystyle x}. Dann ist der Ring

{\displaystyle R={\begin{pmatrix}k&k[x]\\0&k[x]\end{pmatrix}}}
zwar ein Rechts-Ore-Ring mit klassischem Ring von Rechtsquotienten
{\displaystyle R={\begin{pmatrix}k&k(x)\\0&k(x)\end{pmatrix}}},
aber R ist kein Links-Ore-Ring. Zum Beispiel ist
{\displaystyle S\cdot {\begin{pmatrix}0&1\\0&0\end{pmatrix}}\cap R\cdot {\begin{pmatrix}1&0\\0&x\end{pmatrix}}=\emptyset }, 
d. h. die Links-Ore-Bedingung ist verletzt.

## Weitere Verallgemeinerung
Die obige Definition eines Ringes von (Rechts-)Quotienten {\displaystyle RS^{-1}} lässt sich leicht modifiziert auch auf allgemeinere {\displaystyle S} übertragen (im Gegensatz zum „klassischen“ {\displaystyle S=} reguläre Elemente von {\displaystyle R}). Im Allgemeinen können wir dann aber nicht mehr verlangen, dass {\displaystyle \phi } injektiv ist. Ein vernünftiger Ersatz dafür ist die zusätzliche Bedingung:
- ker {\displaystyle \phi =\lbrace a\in R:as=0\;{\mbox{ für geeignetes}}\;s\in S\rbrace }.

Es stellt sich heraus, dass ein solcher Ring von (Rechts-)Quotienten bezüglich {\displaystyle S} genau dann gebildet werden kann, wenn {\displaystyle S} folgende Eigenschaften erfüllt:
- Für alle {\displaystyle s\in S,a\in R} existieren Elemente {\displaystyle t\in S,r\in R}, so dass {\displaystyle at=sr}. (Dies ist nur die Verallgemeinerung der Rechts-Ore-Bedingung für die Menge {\displaystyle S}.)
- Sei {\displaystyle a\in R}. Existiert ein {\displaystyle s\in S} mit {\displaystyle sa=0}, so auch ein {\displaystyle s'\in S} mit {\displaystyle as'=0}. (Diese Bedingung war zuvor leer, da {\displaystyle S} nur aus regulären Elementen bestand.)